# Tanjung Balai Kota II
Tanjung Balai Kota II is een bestuurslaag in het regentschap Tanjung Balai van de provincie Noord-Sumatra, Indonesië. Tanjung Balai Kota II telt 6335 inwoners (volkstelling 2010).